# Pitipong Kuldilok
Pitipong Kuldilok (thailändisch ปิติพงษ์ กุลดิลก, * 8. Februar 1980 in Khon Kaen) ist ein ehemaliger thailändischer Fußballspieler.

## Karriere

### Verein
Pitipong Kuldilok stand von 2000 bis 2001 beim Singhtarua FC, dem heutigen Port FC, unter Vertrag. Der Verein aus der thailändischen Hauptstadt Bangkok spielte in der ersten Liga, der Thai Premier League. Hier wurde er mit 12 Toren Torschützenkönig der Liga. 2002 wechselte er nach Singapur. Hier spielte er bis 2004 für den Erstligisten Geylang United. 2005 kehrte er nach Thailand zurück, wo er sich East Asia Bank anschloss. 2006 ging er wieder nach Singapur. Hier unterschrieb er einen Einjahresvertrag bei Geylang United. Nach einem Jahr wechselte er 2007 zu seinem ehemaligen Verein Singhtarua FC. Hier stand er bis 2013 unter Vertrag. 2012 musste er mit Singhtarua den Weg in die zweite Liga antreten. Hier spielte er noch ein Jahr für den Verein. Seine letzte Saison spielte er in der dritten Liga beim Samut Prakan FC in Samut Prakan. Am 1. Januar 2015 beendete er seine Karriere als Fußballspieler.

### Nationalmannschaft
Pitipong Kuldilok spielte von 2002 bis 2003 zehnmal in der thailändischen Nationalmannschaft.

## Auszeichnungen
Thai Premier League
- Torschützenkönig: 2001/02